# Kōsei Yamaguchi
Kōsei Yamaguchi (jap. 山口 浩勢, Yamaguchi Kōsei; * 19. August 1991 in Chita) ist ein japanischer Leichtathlet, der sich auf den Hindernislauf spezialisiert hat.

## Sportliche Laufbahn
Erste internationale Erfahrungen sammelte Kōsei Yamaguchi bei den Juniorenweltmeisterschaften 2010 in Moncton, bei denen er mit 9:00,87 min im Hindernislauf den zwölften Platz im Finale belegte. Bei den Crosslauf-Weltmeisterschaften 2017 in Kampala klassierte er sich in 31:49 min auf dem 73. Platz und wurde bei den Asienmeisterschaften in Bhubaneswar in 8:58,58 min Fünfter. Im Jahr darauf nahm er erstmals an den Asienspielen in Jakarta teil und belegte dort in 8:47,41 min den neunten Platz. Im September wurde er beim Continentalcup in Ostrava Fünfter. 2019 gelangte er bei den Crosslauf-Weltmeisterschaften in Aarhus in 35:04 min auf Rang 80. und belegte bei den Asienmeisterschaften in Doha in 8:47,07 min den sechsten Platz. 2021 nahm er an den Olympischen Sommerspielen in Tokio teil und schied dort mit 8:31,27 min im Vorlauf aus.
2022 siegte er in 8:27,74 min beim Melbourne Track Classic und verpasste im Juli bei den Weltmeisterschaften in Eugene mit 8:30,92 min den Finaleinzug.
2020 wurde Yamaguchi japanischer Meister im Hindernislauf.

## Persönliche Bestleistungen
- 5000 Meter: 13:31,24 min, 16. Mai 2021 in Gifu
- 10.000 Meter: 28:12,05 min, 9. Oktober 2020 in Tajimi
- 3000 m Hindernis: 8:19,96 min, 26. Juni 2021 in Osaka